# Catocala optabilis
Catocala optabilis är en fjärilsart som beskrevs av Jacob Hübner 1827. Catocala optabilis ingår i släktet Catocala och familjen nattflyn. Inga underarter finns listade i Catalogue of Life.